# KV4
KV4 i Konungarnas dal utanför Luxor i Egypten var begravningsplats för farao Ramses XI under Egyptens tjugonde dynasti.
Gravkammaren är utgrävd i den sydöstra delen av den huvudsakliga wadin i Konungarnas dal. Gravkammaren blev aldrig färdigställd och det är oklart var Ramses XI begravdes. Ramses XI var den sista farao som byggde sin grav i Konungarnas dal.